# Ato Essandoh
Ato Essilfi Bracato Essandoh (ur. 29 lipca 1972 w Schenectady) – amerykański aktor filmowy i telewizyjny pochodzenia ghańskiego.

## Życiorys
Urodził się w Schenectady w stanie Nowy Jork. Jego rodzice pochodzą z Ghany w Zachodniej Afryce. W 1990 ukończył New Rochelle High School. Uzyskał tytuł licencjata na wydziale inżynierii chemicznej na Uniwersytecie Cornella. Jest także dramaturgiem i autorem Black Thang, który jest opublikowany w antologii Plays and Playwrights (2003). Studiował aktorstwo w nowojorskim Acting Studio. Był też współzałożycielem grupy The Defiant Ones.
Po raz pierwszy trafił przed kamery jako Daniel w komediodramacie The Experience Box (2001) u boku Elliotta Goulda i Craiga Chestera. W filmie krótkometrażowym Salome (2004) zagrał postać króla Heroda. W antywesternie Quentina Tarantino Django (Django Unchained, 2012) wystąpił w epizodycznej roli niewolnika D’Artagnana.

## Filmografia

### Filmy fabularne
- 2004: Powrót do Garden State (Garden State) jako Titembay
- 2005: Serce nie sługa (Prime) jako Damien
- 2005: Hitch: Najlepszy doradca przeciętnego faceta jako Tanis
- 2006: Krwawy diament (Blood Diamond) jako komandor Rambo
- 2006: Tylko Grace (Falling for Grace) jako Jamal
- 2010: Idol z piekła rodem (Get Him to the Greek) jako uśmiechnięty Afrykanin
- 2012: Django (Django Unchained) jako D’Artagnan
- 2016: Jason Bourne jako Craig Jeffers
- 2019: X-Men: Mroczna Phoenix jako Jones
- 2023: Gad (Reptile) jako Dan Cleary

### Seriale TV
- 2001: Brygada ratunkowa jako komunikator rowerowy
- 2003: Prawo i bezprawie jako Jason Hendri
- 2007: Prawo i porządek jako Andre Blair
- 2009: Bananowy doktor jako Antoine
- 2010: Prawo i porządek: Zbrodniczy zamiar jako Hassan
- 2011: Układy jako Bomb Tech
- 2011: Białe kołnierzyki jako Frederik Bilal
- 2011–2016: Zaprzysiężeni jako wielebny Darnell Potter
- 2012–2013: Stróż prawa jako Matthew Freeman
- 2012–2015: Elementary jako Alfredo Llamosa
- 2013: Żona idealna jako doktor Elliott Chesterfield
- 2016: Vinyl jako Lester Grimes
- 2016–: Chicago Med jako doktor Isidore Latham
- 2018: Altered Carbon jako Vernon Elliot